# Krystyna Zelwerowicz

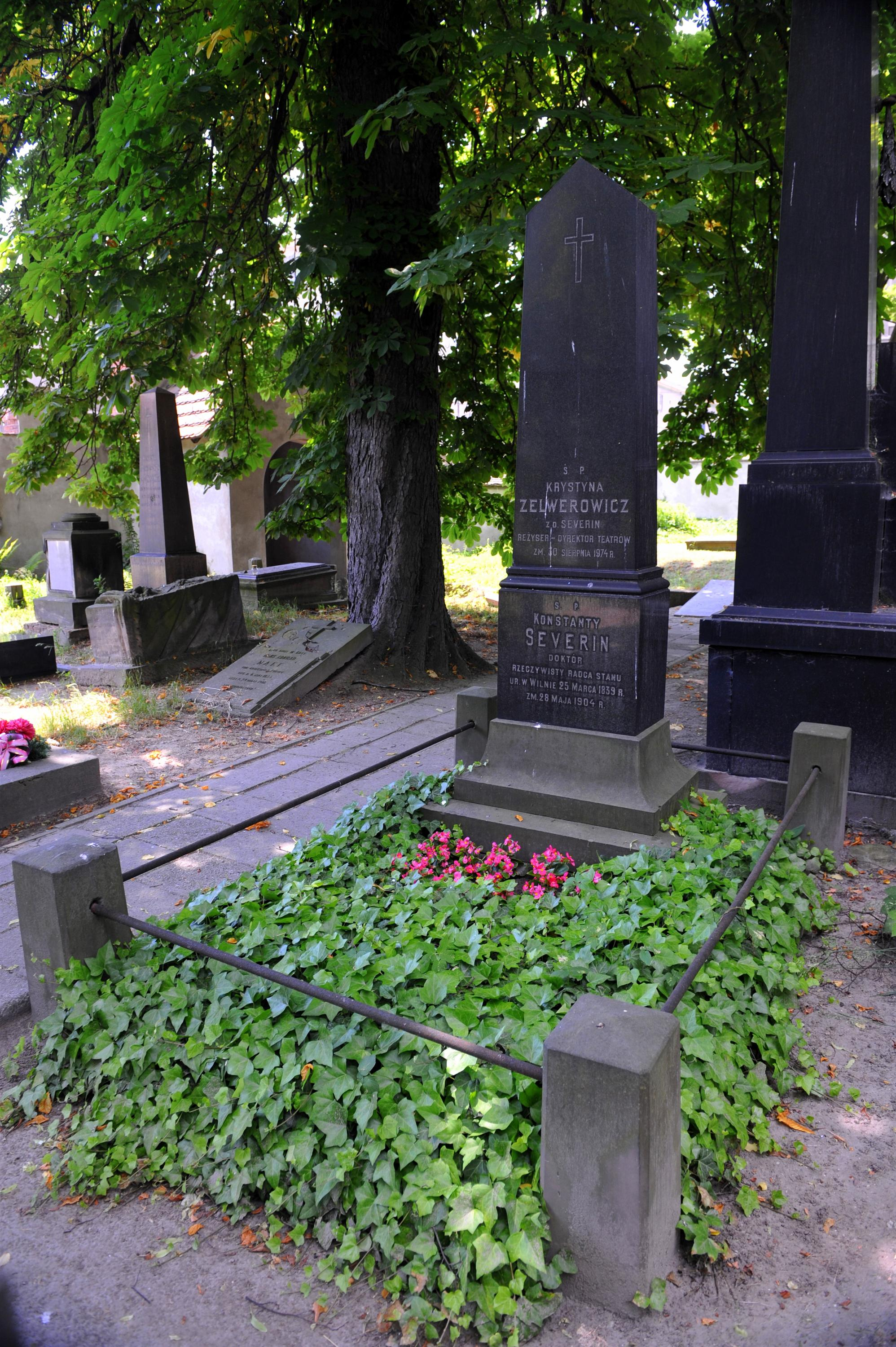
Grób Krystyny Zelwerowicz na warszawskim cmentarzu ewangelicko-reformowanym w Warszawie

Krystyna Eugenia Severin-Zelwerowicz (ur. 26 grudnia 1901 w Petersburgu, zm. 30 sierpnia 1974 w Warszawie) – reżyserka, dyrektorka teatrów.

## Życiorys
Urodziła się w rodzinie Mikołaja Severina, lekarza weterynarii, i Eugenii z Odyńców. W 1920 ukończyła gimnazjum żeńskie J. Kowalczykówny i J. Jawurkówny w Warszawie. Pracowała w Urzędzie Skarbowym w Rypinie, a następnie w Urzędzie Statystycznym w Warszawie (1921–1925), równocześnie uczyła się na Kursach Wokalno-Dramatycznych H.J. Hryniewieckiej (1922–1923), od 1923 w Oddziale Dramatycznym przy Państwowym Konserwatorium Warszawskim, które ukończyła w 1925. Jej debiut sceniczny miał miejsce w sezonie 1925/26, w warszawskim Teatrze im. Wojciecha Bogusławskiego w sztuce Jak wam się podoba. Następnie występowała w Teatrze Miejskim w Lublinie (sezon 1926/27), Teatrach Miejskich w Warszawie (1927–1929), Teatrach Miejskich w Wilnie (1929–1931), Teatrze Polskim w Warszawie (1931–1933), w teatrach TKKT (1933–1935).
3 lipca 1927 wyszła za mąż za Aleksandra Zelwerowicza. Od 1933 studiowała reżyserię w Państwowym Instytucie Sztuki Teatralnej, a po uzyskaniu dyplomu w 1936 do aktorstwa już nie wróciła. Reżyserowała przedstawienia w Teatrze Kameralnym (1938) i Teatrze Malickiej (1938/39). W latach 1936–1938 pracowała jako asystentka J. Lejtesa w atelier filmowym „Falanga”. Współpracowała przy filmach Dziewczęta z Nowolipek (1937), Sygnały (1938) i Granica (1938).
W 1939 podczas oblężenia Warszawy była sanitariuszką. W okresie okupacji hitlerowskiej była kelnerką w Café Bodo i prowadziła założoną przez siebie i innych w 1940 kawiarnię „U Aktorek”.
Po wojnie w Zakopanem, wraz z T. Kańskim, zorganizowała filię Związku Zawodowego Pracowników Sztuki i była kierownikiem zespołu teatralno-estradowego Teatr Artystów. Następnie pracowała jako reżyser i dyrektor – kierowała Teatrem 7 Kotów w Krakowie (1946–1947).  Od 1948 pracowała w Warszawie - w latach 1948–1949 w Polskim Radiu, w latach 1949–1952 była kierownikiem administracyjnym Teatru Współczesnego, od stycznia do kwietnia 1952 także wicedyrektorem Teatru Narodowego. Od 16 maja 1952 do 31 października 1955 była dyrektorem i kierownikiem artystycznym Teatru Ludowego, od listopada 1955 do 30 września 1956 była reżyserem. W 1957 reżyserowała w Teatrze Powszechnym. W latach 1957–1969 pracowała jako organizatorka imprez artystycznych w Polskiej Agencji Artystycznej PAGART. W 1969 przeszła na emeryturę.
Zmarła w Warszawie, pochowana na cmentarzu ewangelicko-reformowanym w Warszawie (kwatera D-3-8).

## Ordery i odznaczenia
- Krzyż Kawalerski Orderu Odrodzenia Polski (15 lipca 1954)[4]
- Medal 10-lecia Polski Ludowej (19 stycznia 1955)[5]